# Буттштедт
Буттштедт (нім. Buttstädt) — місто в Німеччині, розташоване в землі Тюрингія. Входить до складу району Земмерда. Центр об'єднання громад Буттштедт.
Площа — 18,31 км2. Населення становить Невірний параметр metadata 16 068 006 ос. (станом на 31 грудня 2021).

## Галерея

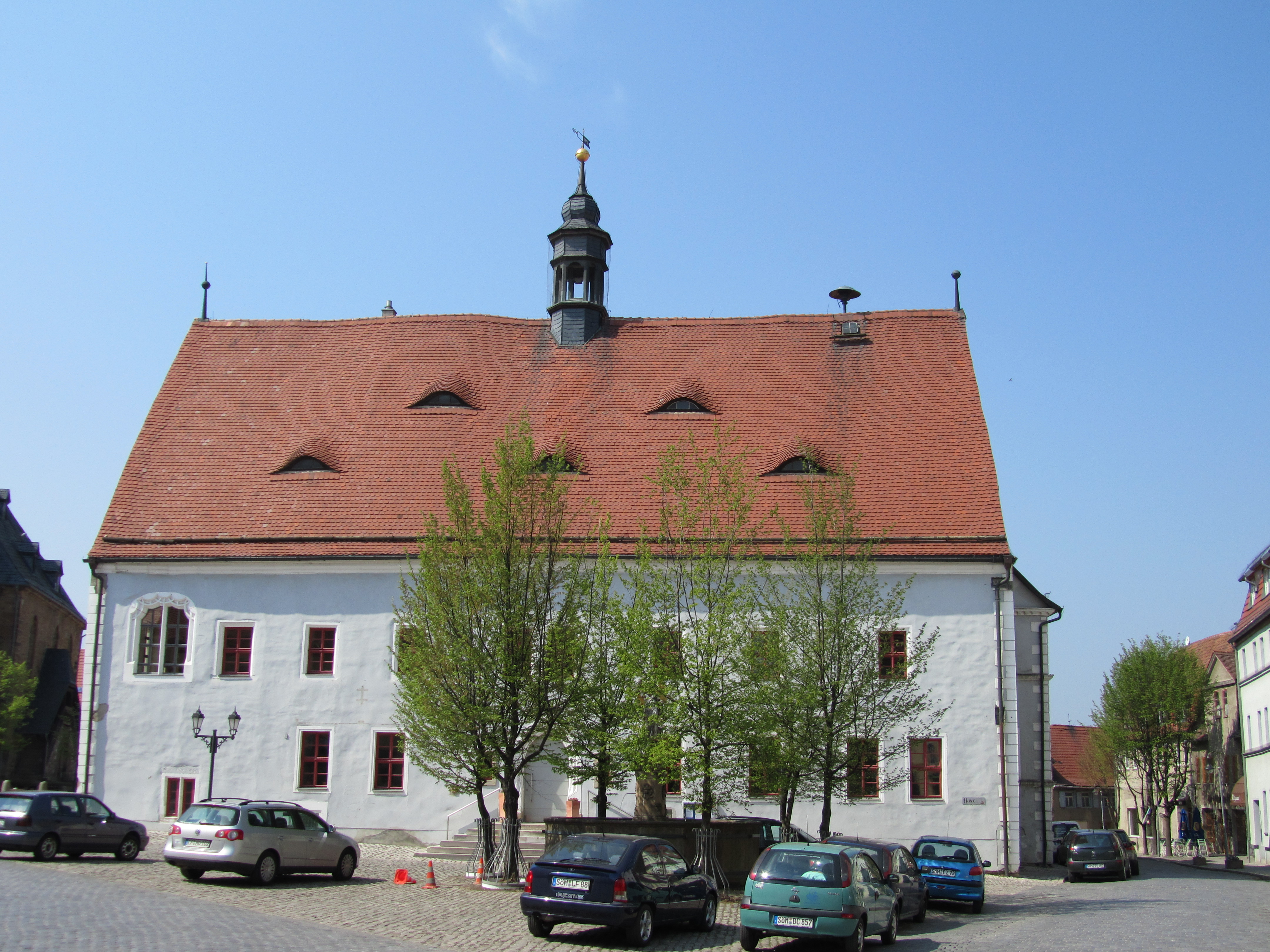
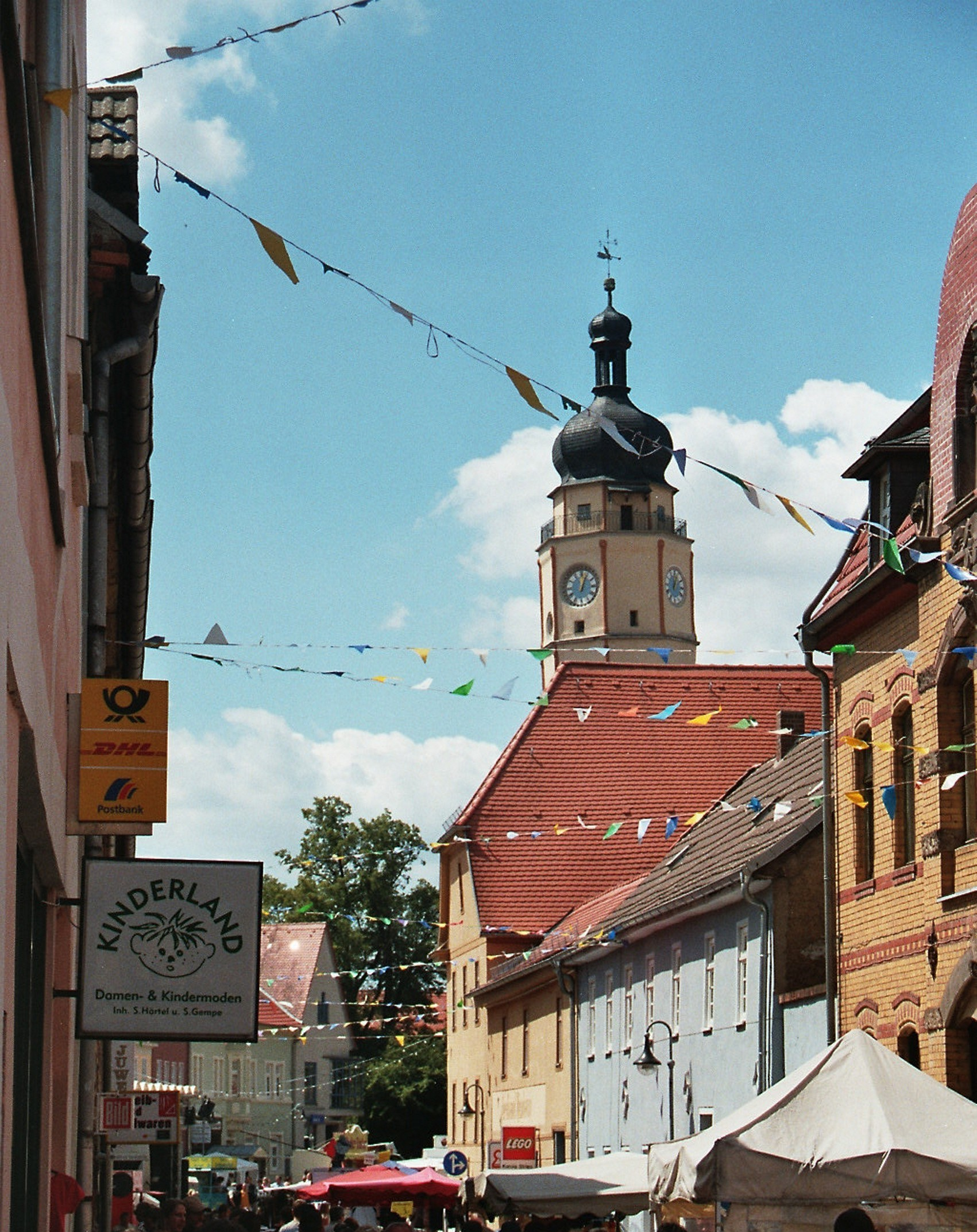
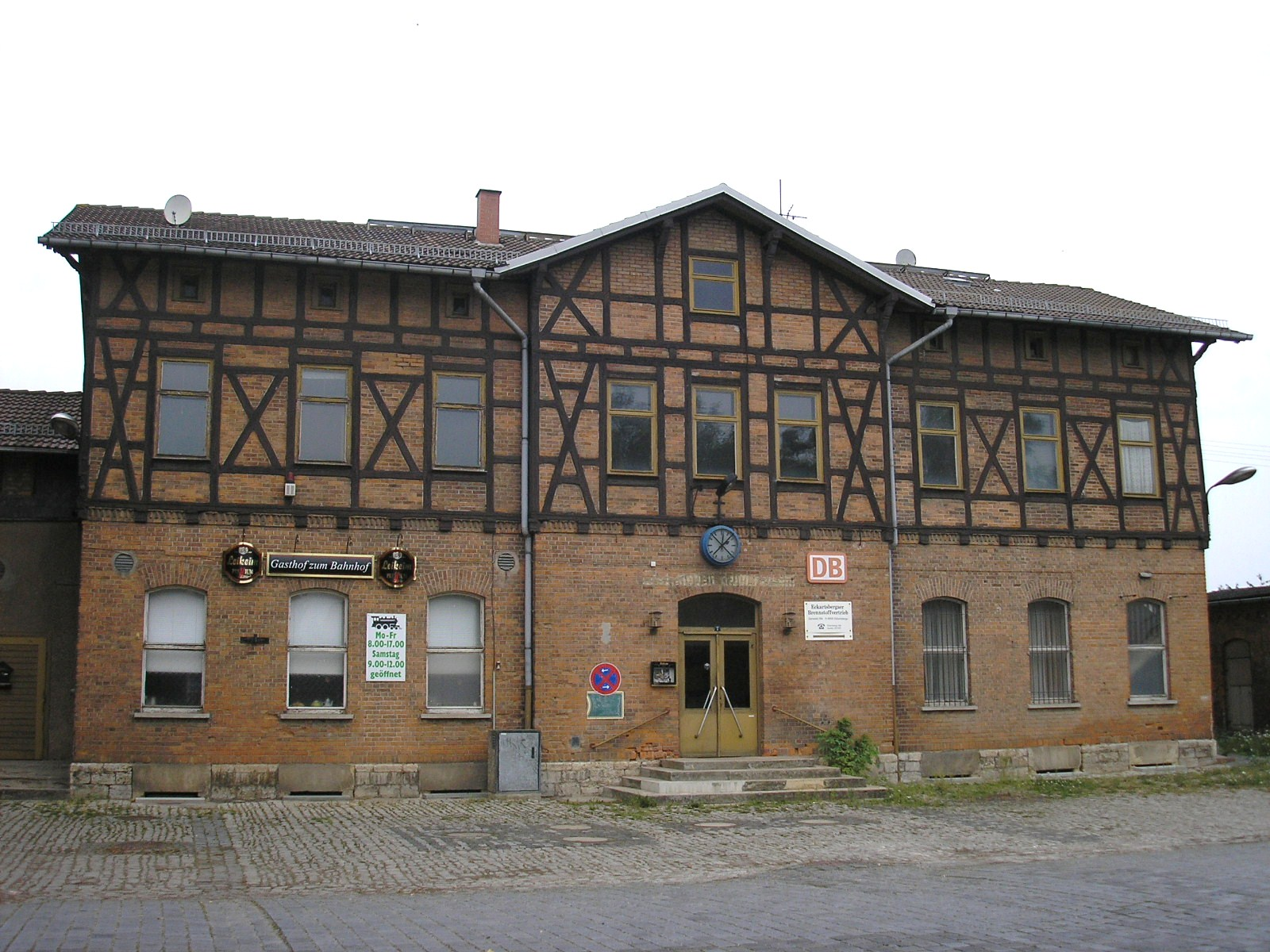
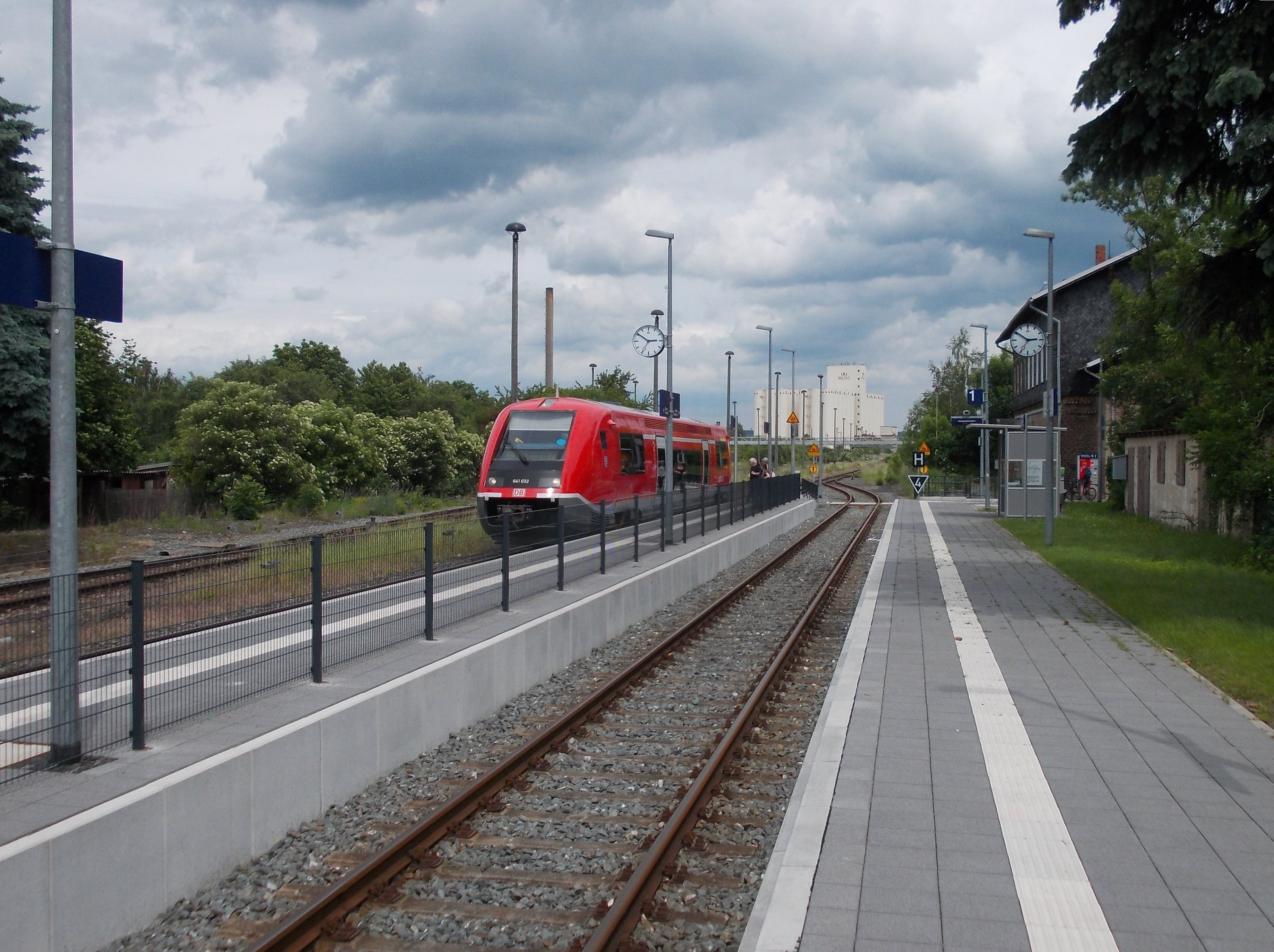